# Larisa Aleksandrova-Popova
Pour les articles homonymes, voir Popov.
Larisa Mikhaylovna Aleksandrova-Popova (en russe Лариса Михайловна Александрова-Попова), née le 9 avril 1957 à Tiraspol, est une rameuse d'aviron soviétique. 

## Carrière
Aux Jeux olympiques de 1976 à Montréal, Larisa Aleksandrova-Popova est médaillée d'argent de quatre avec barreur. En 1980 à Moscou, elle est sacrée championne olympique de deux de couple avec Yelena Khloptseva.
Elle est aussi médaillée d'or en quatre avec barreur aux Championnats du monde d'aviron 1981 et aux Championnats du monde d'aviron 1983.